# Розен, Вальтер Вольдемарович
Барон Ва́льтер Вольдема́рович фон Ро́зен (1844—1922) — известный русский натуралист, фенолог, ботаник, садовод, знаток флоры Тульской губернии конца XIX — начала XX столетий, краевед, филокартист, статский советник.
Барон из дворянского рода Розен, дома Кардина (белая роза).

## Биография
Родился в г. Везенберге (сов. Раквере, Эстония). Закончил в г. Ревеле (сов. Таллин) классическую гимназию, поступил в Институт путей сообщения в С-Петербурге, но с 3-го курса перевёлся в Николаевское кавалерийское училище, которое с успехом закончил. В 1867 зачислен корнетом во Владимирский 13-й уланский полк Его Императорского Высочества Великого князя Михаила Николаевича. Участник Русско-турецкой войны 1877—1878 годов, за проявленное мужество награждён бронзовой медалью и орденом Святой Анны IV степени с надписью «За храбрость». В 1877 году за ряд статей по обследованию метеорологических условий Гродненской губернии избран действительным членом и сотрудником Русского географического общества. В 1879 году в чине ротмистра подал прошение в Тульское дворянское депутатское собрание о внесении его в родословную книгу дворян Тульской губернии, где незадолго до этого купил имение Свиридово в Венёвском уезде, что позволило ему участвовать в дворянских выборах Тульской губернии. Прошение было удовлетворено. В 1880 году произведён в майоры, после чего в возрасте 36 лет вышел в отставку, поселившись с женой и детьми в купленном имении.
Выйдя в отставку, назначен на должность члена Венёвской земской управы. На этом посту он проявил своё стремление к систематизации, им были собраны все решения Земского собраний за предыдущие 10 лет в единый справочник, что нашло положительный отклик у Венёвского Земского собрания. После окончания В. В. Розеном работы, предполагалась издать «Свод постановлений» тиражом в 300 экземпляров.
В своём имении барон Вальтер Вольдемарович занялся свой страстью к ботанике. В своих работах упоминал, что при свиридовской усадьбе имелся огромный по размерам парк, около 10 гектар: «парк, старый, тенистый, разведён по южному склону». «В течение 10 лет, живя почти безвыездно в Венёвском уезде, - писал он о себе, — я занимался гербаризацией местной флоры». Посвящая себя исследованию флоры Тульской губернии, он стал известным исследователем, состоял действительным членом Московского общества испытателей природы, Императорского Российского общества садоводства, Тульской губернской архивной комиссии, Тульской Палаты древностей, Общества для исследования природы Орловской губернии. В 1887—1888 годах служил в Тульской Казённой палате податным инспектором (налоговая служба), но своей страсти не изменял. В 1892 году продал имение Свиридово и поселился с новой женой и детьми от двух браков в Туле на Барановой улице (сов. улица Тургеневская) в доме на Никольской.
В 1893—1894 годах в чине надворный советник возвращается к ботанической деятельности в Богородицке, где прослужит, вероятно, до 1903 года. Итогом его работы стал научный труд «Фенологические наблюдения над зацветанием некоторых растений в городе Богородицке Тульской губернии». В 1896 году издан его труд «Порядок зацветания некоторых растений в Венёвском уезде Тульской губернии». Эта работа — итог его наблюдений за несколькими десятками видов растений, специально высаженных в парке его усадьбы. Среди этих растений имелись экземпляры произрастающие не только на территории Российской империи, Прибалтики и Крыма, но из Германии (Берлина и Эрфурта). Он установил, что растительность в Свиридове зацветает на 2 дня позднее, чем в Богородицке и на 4-5 дней позднее, чем в Ефремове Тульской губернии.
В 1910 году действительный член Тульского общества Любителей естествознания, а в 1921 году избран её почётным членом. В памятной книжке Тулы 1917 года статский советник барон В. В. Розен числился действительным членом Губернского статистического комитета, проживающим на ул. Киевской.
Вальтер Вольдемарович первый исследователь в Тульском крае, который в течение многих лет проводил фенологические наблюдения, служащие основой для составления календаря сельскохозяйственных работ в области. Страстный садовод, не только пропагандировал садовое дело, но и сам закладывал новые сады, в частности, в Туле при летнем помещении Общественного собрания, где им была собрана коллекция более чем из 480 видов сортов зимующих растений. В имении Свиридово имел более 1000 плодовых деревьев.
Умер 06 марта 1922 года в возрасте 77 лет в Туле.
Работы В. В. Розена не потеряли актуальности в настоящее время и хорошо знакомы всем, кто занимается изучением растительного покрова средней полосы России. Гербарий В. В. Розена обнаружен в 2016 году в коллекции С-Петербургского государственного университета.

## Филокартия
Барон Вальтер Вольдемарович увлекался коллекционирование открыток с видами достопримечательностей разных стран, популярное занятие в начале XX века. Особо ценной считалась открытка, отправленная из того города, который на ней изображён и прошедшая через почтовое отделение. Коллекционерам-филокартистам современности известны открытки, отправленные им в 1901—1903 годах из Богородицка в Англию, Голландию, Швейцарию и даже Тунис.
Одна из открыток представлена в экспозиции Богородицкого дворца-музея. Запечатлённая на этой открытке усадьба графов Бобринских, вероятно, была нарисована самим бароном. Он был хорошим рисовальщиком, и несколько его работ хранятся в Тульском областном краеведческом музее. Открытка была отправлена 19 января 1903 года из Богородицка в Голландию, в конверте с сургучной печатью с изображением герба дворянского рода Розенов. Текст на открытке отсутствует, так как до 1904 года место под текст не отводилось, писали только адрес и имя адресата. На открытке изображение зимнего пейзажа: окружённый парком возвышающийся на холме дворец графов Бобринских, шпиль колокольни и купол храма, на переднем плане городской сад перед прудом. На открытке владелец оставил собственноручный автограф. Будучи очень активным филокартистом, Вальтер Вольдемарович собрал весьма внушительную коллекцию открыток, которая впоследствии была утрачена.

## Рисование
Вальтер Вольдемарович хорошо рисовал, что позволило ему запечатлеть интересные места Тульской губернии и делать ботанические зарисовки. Он предполагал со временем издать лучшие из своих художественных работ, но значительная часть из них погибла в 1919 году. Известны три снимка с журналов и две акварели: «Гурьевские известняки в Венёвском уезде», «Выход известняка в долине реки Осётр у деревни Бяково», «Гурьевское городище», «Бяковские каменоломни в Венёвском уезде», «Косули в Тульской засеке», с 1920-х годах две акварели нарисованных автором хранились в Тульском областном художественном музее.

## Семья
Женат дважды:
1. Зельма Германовна, урождённой Коммихау, умерла в возрасте 37 лет «от сильного переутомления сердца после преждевременных родов». От этого брака имели несколько сыновей и дочерей.
2. Софья Ивановна, умерла 21 марта 1893 года. От брака сын Николай (г/р 06 августа 1892).

## Труды
- В. В. Розен. Список растений Венёвского уезда Тульской губернии. Тула, 1893. 184 стр.

- В. В. Розен. Дендрологический список растений, культура которых возможна в пределах Тульской губернии//Изв. Тульского общества любителей естествознания. Тула. 1913. Вып. 2.

- В. В. Розен. Фенологические наблюдения над зацветанием некоторых растений в гор. Туле//Изв. Тульского общества любителей естествознания. Тула, 1915. Вып. 3.

- В. В. Розен. Список растений, найденных в Тульской губернии до 1916 г.// Изв. Тульского общества любителей естествознания. Тула. 1916. Вып. IV.

- В. В. Розен. Фенологические наблюдения в гор. Туле//Тульский край. 1926. № 3.